# 大浦智弘
大浦 智弘（おおうら ともひろ、1977年7月4日 - ）は、日本の指揮者。宮城県塩竈市出身。

## 来歴・人物
東京学芸大学教育学部を卒業、同大学大学院を修了。
ピアノを斎藤信子、須田昌宏、作曲を小林康浩、吉崎清富、指揮を松岡究、山本訓久、小林研一郎、スコア・リーディングとオペラ・コーチングを田島亘祥らに師事。
2007,2009年イタリア・カターニアにおけるArte Musicale Italianaのマスター･コースにおいてベッリーニ歌劇場副音楽監督のレオナルド・カタラノットに師事、ディプロマを授与される。
これまでに数々のオペラ公演やコンサートを指揮するほか、新国立劇場、びわ湖ホールをはじめ各地のオペラ団体や管弦楽団、合唱団等において副指揮者や合唱指揮者を務めている。特に井上道義、チョン・ミョンフン、阪哲朗、ユーリ・テミルカーノフ、ロベルト・リッツィ＝ブリニョーリ、沼尻竜典、ヴィト・クレメンテ、キンボー・イシイ、大勝秀也、北原幸男、上岡敏之、高関健といった著名な指揮者のアシスタントを務め、研鑽を積んでいる。
2011年9月のバイエルン州立歌劇場来日公演では、音楽監督ケント・ナガノの指揮によるヴァーグナー作曲／楽劇≪ローエングリン≫やブルックナー作曲／≪テ・デウム≫の公演において合唱監督ゼーレン・エックホフ氏のアシスタントを務めた。また、近年はアルベリク・マニャール／交響曲第4番、ヴィルヘルム・ステーンハンマル／交響曲第1番、ミェチスワフ・カルウォーヴィチ／ヴァイオリン協奏曲、交響曲≪復活≫、ヒューバート・パリ―／交響曲第2番≪ケンブリッジ≫、バリス・ドヴァリョーナス／ヴァイオリン協奏曲、ヤニス・イヴァノフス／交響曲第3番、テオドール・デュボワ／交響詩≪アドニス≫、フィリップ・ゴーベール／交響的絵画≪海の歌≫、ロージャ・ミクローシュ／ヴィオラ協奏曲等の日本初演を手掛けるなど、知られざる作品の演奏にも意欲的に取り組むほか、ポラーノ基金代表・しおがまファミリーコンサート・プロデューサーとして音楽による東日本大震災復興支援活動を行っている。
日立シビックセンター音楽ホールNYOC音楽監督、オーケストラ≪エクセルシス≫正指揮者。
栃木フィルハーモニー交響楽団常任指揮者。
厚木交響楽団客演指揮者、国立音楽大学オペラ研究会指揮者。
東京二期会オペラ研修所講師。
関西二期会オペラ研修所客演指揮者。

## 主な指揮作品
オペラ
- ペルゴレージ『奥様女中』
- パイジェッロ『セヴィリアの理髪師』
- モーツァルト『フィガロの結婚』
- モーツァルト『ドン・ジョヴァンニ』
- モーツァルト『コジ・ファン・トゥッテ』
- モーツァルト『魔笛』
- モーツァルト『後宮からの逃走』
- モーツァルト『皇帝ティートの慈悲』
- ロッシーニ『セヴィリアの理髪師』
- ドニゼッティ『愛の妙薬』
- ヴェルディ『ナブッコ』
- ヴェルディ『マクベス』
- ヴェルディ『二人のフォスカリ』
- ヴェルディ『リゴレット』
- ヴェルディ『トロヴァトーレ』
- ヴェルディ『椿姫』
- ヴェルディ『仮面舞踏会』
- ヴェルディ『アイーダ』
- ヴェルディ『オテロ』
- ウェーバー『魔弾の射手』
- ヴァーグナー『ローエングリン』
- ツェムリンスキー『こびと』
- エンゲルベルト・フンパーディンク『ヘンゼルとグレーテル』
- R.シュトラウス『サロメ』
- R.シュトラウス『ばらの騎士』
- R.シュトラウス『アラベラ』
- R.シュトラウス『無口な女』
- 團伊玖磨『夕鶴』
- 林光『森は生きている』
- 新倉健『ポラーノの広場』
- 新倉健『窓』
- プッチーニ『蝶々夫人』
- プッチーニ『ラ・ボエーム』
- プッチーニ『トゥーランドット』
- プッチーニ『トスカ』
- プッチーニ『ジャンニ・スキッキ』
- ビゼー『カルメン』
- グノー『ロメオとジュリエット』
- ブリテン『ピーター・グライムズ』
- ブリテン『オペラを作ろう(小さな煙突掃除)』(2016年3月公演)

オペレッタ
- ヨハン・シュトラウス2世『こうもり』
- レハール『ルクセンブルク伯爵』
- エメリッヒ・カールマン『伯爵家令嬢マリツァ』

交響曲・協奏曲・管弦楽曲
- A.マニャール『交響曲第4番』（日本初演作品）
- W.ステーンハンマル『交響曲第1番』（日本初演作品）
- M.カルウォヴィチ『交響曲復活』（日本初演作品）
- H.パリ―『交響曲第2番ケンブリッジ』（日本初演作品）
- J.イヴァノフス『交響曲第3番』（日本初演作品）
- W.ステーンハンマル『ピアノ協奏曲第2番』（日本初演作品）
- M.カルウォヴィチ『ヴァイオリン協奏曲』（日本初演作品）
- B.ドヴァリョーナス『ヴァイオリン協奏曲』（日本初演作品）
- C.フォーサイス（英語版）『ヴィオラ協奏曲』（日本初演作品）
- M.ロージャ『ヴィオラ協奏曲』（日本初演作品）
- T.デュボワ『交響詩アドニス』（日本初演作品）
- P.ゴーベール『交響的絵画海の歌』（日本初演作品）
- シベリウス『交響詩エン・サガ作品9』
- シベリウス『交響曲第2番』
- R.シューマン『交響曲第4番』
- モーツァルト『レクイエム』
- ベートーヴェン『交響曲第9番』